# NGC 5327
NGC 5327 ist eine 13,0 mag helle Balken-Spiralgalaxie mit aktivem Galaxienkern vom Hubble-Typ „SBb“ im Sternbild Jungfrau auf der Ekliptik. Sie ist schätzungsweise 193 Millionen Lichtjahre von der Milchstraße entfernt und hat einen Durchmesser von etwa 110.000 Lj.

Im selben Himmelsareal befindet sich u. a. die Galaxie NGC 5345.
Das Objekt wurde am 15. April 1787 von Wilhelm Herschel mit einem 18,7-Zoll-Spiegelteleskop entdeckt, der sie dabei mit „F, pL, iR, following and parallel with 2 faint stars“ beschrieb.